# Kokeri, Madikeri
Kokeri là một làng thuộc tehsil Madikeri, huyện Kodagu, bang Karnataka, Ấn Độ.